# Mornington Island
Mornington Island liegt im Süden des Gulf of Carpentaria im australischen Bundesstaat Queensland im Archipel der Wellesley Islands. Sie ist eine von 22 Inseln, von denen lediglich Mornington Island von den Aborigines, hauptsächlich von den Lardil, bewohnt wird.

## Geographie
Die Insel befindet sich 125 Kilometer nordwestlich von Burketown, 200 Kilometer westlich von Karumba und 444 Kilometer von Mount Isa entfernt. Mit einer höchsten Erhebung von 150 Metern ist die Insel sehr flach. Sie ist mit Büschen und Sträuchern bedeckt, an den Küsten gibt es Sandstrände, Felsen und Mangroven. In der See schwimmen Fische, Dugong (Seekühe) und Schildkröten, die die Lardil früher ernährten.

## Geschichte
Die ersten Stämme der Aborigines kamen vor etwa 10.000 Jahren auf die Insel. Es waren die Marnbil, Dhual-dhual and Ghingin.
Missionare kamen 1914 auf die Insel. Nach dem Ende des Ersten Weltkriegs baute die Presbyterianische Kirche eine Aborigines-Missionsstation auf und sie begann mit ihrer Assimilierungspolitik und  Christianisierung. Zahlreiche Kinder kamen im Rahmen dieser Politik auf die Insel. Es waren die Kinder der Gestohlenen Generation, die in Australien und auf anderen Inseln ihren Eltern weggenommen und in diese Missionsstation gebracht wurden.
Während der Missionierung wurde die Bevölkerung im Südwesten bzw. in Gununa konzentriert. Bis dahin war die Insel in vier Küstenabschnitte unterteilt:
- Palumpen Division (Südwesten, hier befindet sich der Inselhauptort Gununa)
- Tjirrkarampen Division (Westen, Nordwesten)
- Lilumpen Division (Norden, Nordosten)
- Larumpen Division (Osten)

Im Jahre 1978 wurde die Mornington Insel und die 21 Inseln der Wellesley-Gruppe zum LGA Mornington Shire Council mit einem eigenen Wahlkreis und sie wählten Vertreter ihrer Gemeinde. Die meisten Inselbewohner wohnen in der Stadt Gununa. Die Insel kann über eine Landepiste erreicht werden.

## Kultur
Die Traumzeit der Lardil fußt auf Regenbogenschlange und Dingo. Die Bewohner dieser Insel sind den alten Traditionen verhaftet und leben sie in ihren Liedern und Tänzen. Zum Teil leben die Lardil wieder an ihren alten zeremoniellen Plätzen auf der Insel.
Wie tief dieses Denken verwurzelt ist, bringt Jagarairee, der erste Vorsitzende des Mornington Island Councils zum Ausdruck: „At the heart of everything is the land. It is the way we think and feel about the land that makes us Aboriginal. It is the only way to keep our culture. […] These are the things the Europeans don't understand about the way the bush can help us. These things can help Europeans too when their own way of living makes their lives sad. We can teach Europeans all about these things“ (Deutsch: „Tief drin in allem ist das Land: Die Art, wie wir über das Land denken und fühlen, ist, was uns zu Aborigines macht. Es ist der einzige Weg zum Erhalt unserer Kultur. […] Das ist es, was die Europäer nicht verstehen an der Art, wie uns der Busch helfen kann. Diese Dinge können auch Europäern helfen, wenn ihre Art zu leben ihnen Kummer macht. Wir können Europäern alles darüber zeigen.“)
Die Insel ist bekannt für die Herstellung einfacher Didgeridoos. Dies hat keine lange Tradition, sondern begann erst in den 1930er Jahren, nachdem ein kultureller Austausch mit Ureinwohnern aus Yirrkala in Gang kam.
Das Symbol der Inselbewohner ist der Woomera, eine Speerschleuder, und die Älteren der Lardil auf Mornington Island gründeten 1973 für ihre traditionellen Sänger und Tänzer die Organisation „Aborigines Woomera“, die auf Tourneen geht.
Ein besonderes Symbol als Kopfschmuck tragen die Inselbewohner anlässlich ihrer Tänze. Er besteht aus Menschenhaaren und Emu-Federn; ein historisches Exemplar ist im Nationalmuseum von Canberra ausgestellt.

## Quelle
- Mornington Island. James Cook University – Faculty of Medicine, Health & Molecular Sciences, archiviert vom Original am 1. März 2011.